# Out to Lunch!
Out to Lunch! è un album discografico del 1964 di Eric Dolphy: è stata l'unica sua registrazione per la Blue Note Records come leader. L'album fu pubblicato postumo, giacché Dolphy, pochi mesi dopo l'incisione, morì per coma diabetico mentre si trovava in Europa in tournée con Charles Mingus. È generalmente considerato come uno dei migliori album nella storia di quest'etichetta oltre che uno dei cardini delle avanguardie jazzistiche degli anni '60.

## Descrizione
Riguardo al titolo particolare della terza traccia, va detto che questa composizione è stata scritta in onore del grande flautista classico Severino Gazzelloni, il quale si era espresso molto positivamente sulle capacità sonore e musicali di Dolphy, avendolo apprezzato durante un suo concerto in Europa. Si tratta comunque del brano più bebop di tutto il disco, poiché, per il resto, le melodie (così come lo swing) sono rifiutate in base a una ricerca di nuove sonorità avanguardistiche rivolte verso il free jazz dell'ultimo Coltrane, piuttosto che al mainstream dell'epoca.

## Tracce
Testi e musiche di Eric Dolphy.
1. Hat and Beard – 8:24
2. Something Sweet, Something Tender – 6:02
3. Gazzelloni – 7:22
4. Out to Lunch – 12:06
5. Straight Up and Down – 8:19

## Formazione
- Freddie Hubbard – tromba
- Eric Dolphy – clarinetto basso (1 & 2), flauto (3), sassofono contralto (4 & 5)
- Bobby Hutcherson – vibrafono
- Richard Davis – contrabbasso
- Tony Williams – batteria